# Hypolimnas junia
Hypolimnas junia är en fjärilsart som beskrevs av Hans Fruhstorfer 1902. Hypolimnas junia ingår i släktet Hypolimnas och familjen praktfjärilar. Inga underarter finns listade i Catalogue of Life.